# Ilocos-Region
Die Ilocos-Region oder Region I (Ilokano: Rehion ti Ilocos; Pangasinan: Rihiyon na Sagor na Baybay na Luzon), auch oft nur als Ilocos bezeichnet, ist eine Verwaltungseinheit auf den Philippinen. Sie befindet sich im Nordwesten des Landes auf der Hauptinsel Luzon.
Die Region grenzt im Osten an die Administrative Region Cordillera und die Region Cagayan Valley und im Süden an die Region Central Luzon. Das Verwaltungszentrum ist San Fernando in der Provinz La Union.
Im Jahre 2007 lebten in dem 13.013 km² großen Gebiet 4.545.906 Menschen, wodurch sich eine Bevölkerungsdichte von 349 Einwohnern pro km² ergibt. In der Region werden vier verschiedene Sprachen gesprochen: Ilokano, Pangasinan, Tagalog und Englisch.

## Menschen und Kultur
Die Region ist das historische Heimatland der Ilokanos. Sie bilden eine große Mehrheit im Bezirk. In der Provinz Ilocos Norte sind 97 % Ilokanos. Auch in den Provinzen Ilocos Sur und La Union sind es mehr als 90 %. In Pangasinan sind es aber nur 45 %, da hier die Pangasinans die Mehrheit bilden. Minderheiten sind die Tingguian und die Isneg, die an den Ausläufern des Kordilleren leben. Das Epos Das Leben des Lam-Ang, es entstand in vorkolonialer Zeit, spielt in der Ilocos-Region.
Die Bevölkerung ist vorwiegend christlich mit strengen Anhängern des Protestantismus, daneben gibt es die Unabhängige Philippinische Kirche, eine von Rom unabhängige katholische Nationalkirche, im Norden der Region. Auch spielt der traditionelle Naturglaube besonders in ländlichen Gebieten noch eine Rolle. Der geringe Anteil an Chinesen und Indern gehört hauptsächlich dem Buddhismus und Hinduismus an.

## Wirtschaft
Die wichtigsten Wirtschaftszweige sind die Landwirtschaft und die Fischerei. Im Besonderen der Anbau von Reis, Tabak, Mais, Zuckerrohr und Früchten. Auch Viehzucht wird betrieben, vor allem mit Hühnern, Ziegen und Wasserbüffeln. Dienstleistungsbetriebe und Industriebetriebe befinden sich meist in den Städten. In San Fernando befindet sich ein großer Hafen und in Laoag ein wachsender internationaler Flughafen.
Der Tourismus konzentriert sich auf die Küstenstrände und den Ökotourismus. Lange Sandstrände und die Möglichkeit Wassersportarten zu betreiben sind gegeben.

## Provinzen und Städte

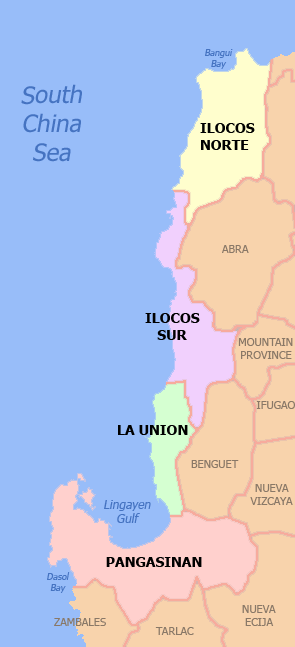

Die Ilocos-Region ist unterteilt in vier Provinzen, welche insgesamt neun Städte besitzen:
Provinzen:
Provinz, Fläche und Einwohner (Stand 2007)
- Ilocos Norte, 3.467,89 km², 547.284
- Ilocos Sur, 2.596,00, 632.255
- La Union, 1.497,70 km², 720.972
- Pangasinan, 5.451,01 km², 2.645.395

Städte:
- Laoag (in Ilocos Norte)
- Vigan (in Ilocos Sur)
- Candon (in Ilocos Sur)
- San Fernando (in La Union)
- Alaminos (in Pangasinan)
- Urdaneta (in Pangasinan)
- Dagupan (in Pangasinan)
- San Carlos (in Pangasinan)

## Geografie
Die Region ist ein schmales Gebiet zwischen den Philippinischen Kordilleren und dem Südchinesischen Meer. Der Golf von Lingayen ist das namhafteste Gewässer in der Region, der eine große Anzahl von Inseln besitzt, welche hauptsächlich zum Hundred-Islands-Nationalpark gehören. Der Agno fließt durch die Provinz Pangasinan und mündet im Golf von Lingayen in einem breiten Delta bei den Städten Lingayen und Dagupan. Weitere große Flüsse der Region sind der Laoag, Abra und Amburayan. Nach Norden dehnt sich die Region bis an die Luzonstraße aus.

## Sehenswürdigkeiten
Tourismusgebiete und Sehenswürdigkeiten sind:
- Hundred-Islands-Nationalpark, welche im Golf von Lingayen liegt,
- die Kolonialhäuser von Vigan,
- Ancient churches, eine Reihe alter Kirchen in der Region.
- Die beiden Kirchen Nuestra Señora de la Asuncion und San Agustín, die zusammen zu den Barock-Kirchen auf den Philippinen und damit zum UNESCO-Welterbe gehören
- Der Kalbario-Patapat-Nationalpark im äußersten Norden
- Der Tirad-Pass-Nationalpark mit der nationalen Gedenkstätte zu Ehren von Gregorio del Pilar
- Der Northern-Luzon-Heroes-Hill-Nationalpark mit der nationalen Gedenkstätte zu Ehren von Gabriela Silang
- Der Paoay-Lake-Nationalpark
- Das Bessang Pass Natural Monument, mit einer nationalen Gedenkstätte

## Geschichte
Das Gebiet wurde ursprünglich von Negritos bevölkert, bevor sich die Malay durch aufeinanderfolgende Einwanderungswellen sich zur Küste durchdrangen. Die Region wurde im Norden von Ilokanos, im Süden Pangasinesen und im Inneren von Tingguians bevölkert. Stolze Ilokanos im Norden wurden weniger stark beeinflusst, jedoch blieb ein tiefer Hass gegen Spanier. Dieser Hass kam in der Geschichte der Region oft als Aufruhr an die Oberfläche. Der bekannteste Aufstand erfolgte im Gefolge der britischen Invasion der Philippinen 1763, er wurde von Diego Silang und seiner Frau Gabriela Silang angeführt. Weitere große Aufstände waren der Marong-Aufstand (1660–1661), der Palaris-Aufstand (1762–1765) und der Basi-Putsch im 19. Jahrhundert.
1901 stand das Gebiet unter der amerikanischen Kolonialherrschaft und 1941 unter der japanischen Herrschaft. Bevor die Administrative Region Cordillera gegründet wurde, besaß die Ilocos-Region die Provinzen Abra, die Mountain Province und Benguet.
Aus der Region stammen viele ehemalige Präsidenten der Philippinen: Elpidio Quirino, Ferdinand Marcos und Fidel Ramos.

## Bildungseinrichtungen
- Pangasinan State University
- University of Luzon
- University of Northern Philippines